# David Fabricius

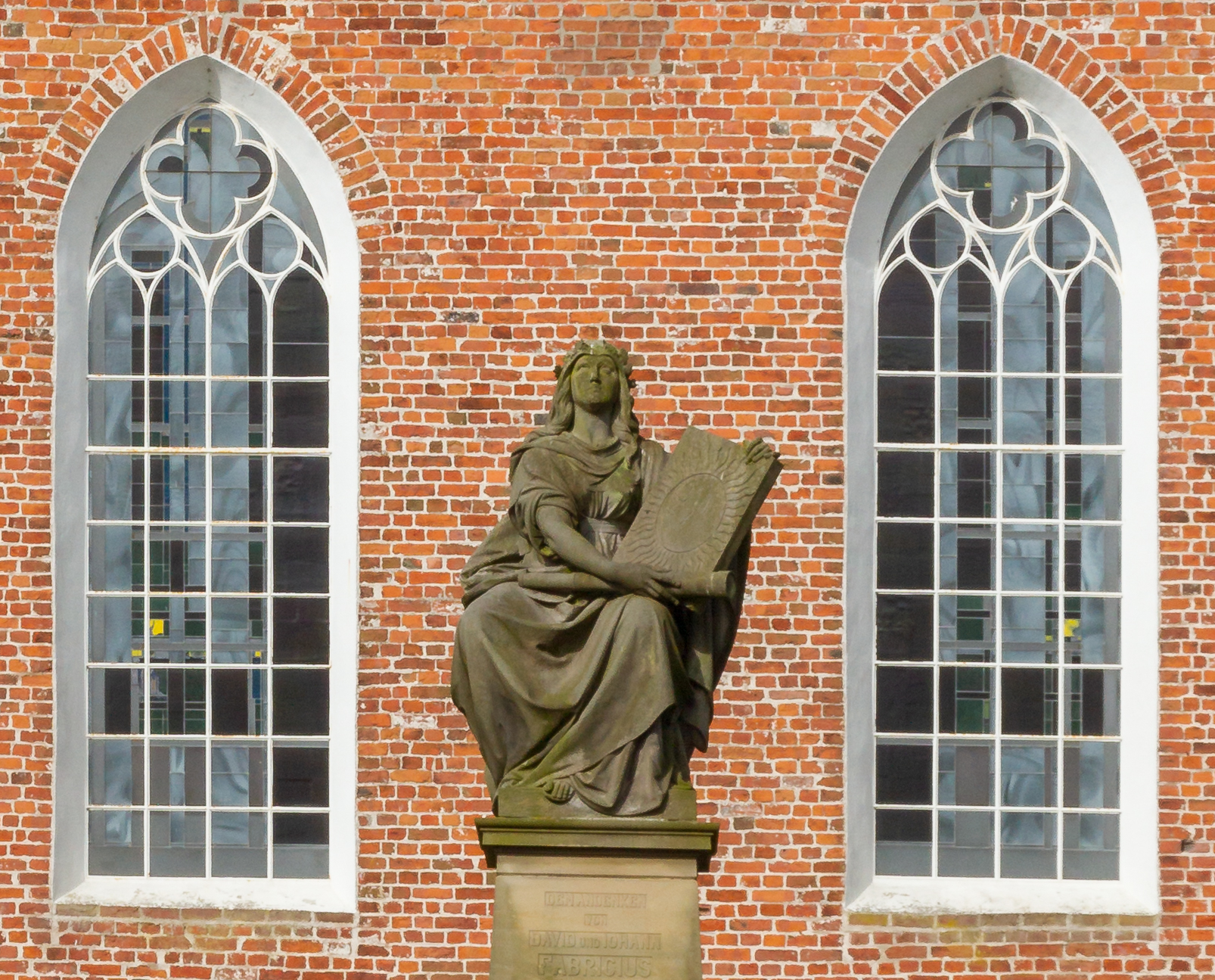
David és Johannes Fabricius emlékműve az osteeli temetőben

David Fabricius  (Esens, 1564. március 9. – Osteel, 1617. május 7.) német csillagász.
Fiával, Johannes Fabricius (1587–1616) németalföldi csillagásszal az elsők voltak, akik rendszeresen megfigyelték a napfoltokat. Erre vonatkozó eredményeiket 1611-ben publikálták. Megállapították, hogy a napfoltok a Nappal együtt mozognak, így annak felszínéhez tartoznak. Korábban a csillagászok úgy gondolták, hogy a Nap körül keringő égitestekről lehet szó. Megfigyeléseik alapján kijelentették, hogy a Nap is forog a tengelye körül. Ezt elméletileg Johannes Kepler jósolta meg, akivel David Fabricius rendszeresen levelezett.
David Fabricius fedezte fel az első változócsillagot, a Mirát, 1596-ban.